# Rockbridge (Ohio)
Rockbridge – jednostka osadnicza w Stanach Zjednoczonych, w stanie Ohio, w hrabstwie Hocking.